# Cnaeus Matius
Ne doit pas être confondu avec Caius Matius.
Cnaeus Matius ou Cnaeus Mattius ou Cneius Mattius est un poète latin actif au début du Ier siècle av. J.-C., à l'époque de Sylla, auteur d'une traduction en vers latins de l'Iliade d'Homère.

## Œuvres

### La traduction latine de l'Iliade
Cnaeus Matius cultive, avec un succès égal, la poésie épique et la poésie dramatique. Influencé par Ennius et l'adaptation de l'hexamètre grec dans la poésie latine, il traduit en vers latins l'Iliade d'Homère, comme un certain Ninnius Crassus. Longtemps avant eux, Livius Andronicus avait déjà traduit l'Odyssée (Odussia). Cette traduction a ensuite été retravaillée pour être écrite en vers hexamétriques à l'image des traductions latines de l'Iliade (Ilias).
Cnaeus Matius semble avoir produit des vers fidèles aux chants homériques, les six vers qui nous sont parvenus grâce à Varron et Aulu-Gelle étant identifiables aux vers grecs correspondants, ce qui n'est par exemple pas toujours le cas pour la traduction de Livius Andronicus.

« Corpora Graiorum maerebat mandier igni. »

Ce vers décrivant la pitié qu'éprouve Héra à la vue des Grecs mourants dont les corps sont brûlés, correspondant au vers 56 du premier livre de l'Iliade, est cité par Varron qui s'intéresse à la forme passive archaïque du verbe mandier. Cnaeus Matius utilise ici l'image du feu se nourrissant, dévorant les corps, une métaphore qu'Homère utilise également dans le livre XXIII. Il pourrait également s'inspirer d'un autre vers de l'Iliade, vers 52 du livre I, évoquant les nombreux cadavres brûlés sur des bûchers. Le poète latin aurait pu mêler plusieurs vers afin d'obtenir un effet plus dramatique en soulignant davantage l'outrage subi.

« Dum dat vincendi praepes Victoria palmam. »

Ce deuxième vers, cité par Aulu-Gelle, illustre la façon dont les poètes romains sont parvenus à s'approprier les vers d'Homère pour les adapter à la culture romaine. Dans ce vers, Cnaeus Matius remplace une vague divinité grecque dont le nom est difficile à traduire par la Victoire, culte typiquement italique, à l'image de Livius Andronicus qui remplace dans son Odussia une muse grecque par une des Camènes, nymphes des sources et des bois dans la religion romaine archaïque.

### Les mimiambes
Cnaeus Matius est également connu pour ses mimiambes (mimiambi), un genre mêlant le mime à des vers iambiques à la manière d'Hérondas, dont treize vers nous sont parvenus. Il n'est pas clair si ces vers sont des adaptations du travail d'Hérondas où s'il s'agit de vers originaux copiant la manière de faire du poète grec,. Il est possible que Cnaeus Matius, qui est le premier poète à utiliser des vers choliambiques à Rome, ait traduit une partie de l’œuvre d'Hérondas, rappelant son travail de traduction de l'Iliade. Toutefois il n'est pas exclu qu'il ait pu créer de façon indépendante de nouveaux mimiambes comme ont pu le faire un siècle plus tard des poètes contemporains de Pline le Jeune.

« Antonius Julianus [professeur de rhétorique d'Aulu-Gelle] se disait charmé par les brillantes témérités de style du savant Cnaeus Matius. Il aimait à citer entre autres ce passage de ses mimiambes :

Sinuque amicam refice frigidam caldo

Ranimer sur son sein brûlant une amante glacée

Columbulatim labra conserens labris.

Confondant leurs lèvres à la manière des colombes.

Il trouvait aussi un art plein de grâce dans ces vers :

Iam tonsiles tapetes ebrii fuco,

Tapis tondus, enivrés de fard,

Quos concha purpura imbuens venenavit. 

Que le coquillage a imbus et empoisonnés de pourpre. »

— Aulu-Gelle, Nuits attiques, XX, 9.